# David Gutiérrez Gutiérrez
Pour les articles homonymes, voir Gutiérrez.
David Gutiérrez Gutiérrez, né le 2 avril 1982, est un coureur cycliste espagnol.

## Biographie
Bon coureur amateur, il rejoint l'équipe ProTour Footon-Servetto en 2010. Lors de sa première année professionnelle, il remporte notamment le classement de la montagne du Tour de Catalogne.

## Palmarès
- 2003
  - 3e de la Ronde du Maestrazgo
- 2004
  - Tour de la Communauté aragonaise :
    - Classement général
    - 3e étape
- 2005
  - San Gregorio Saria
  - 2e étape du Tour de Castellón
  - 1re étape de la Vuelta a Salnés
  - 2ea étape du Tour de Cantabrie
- 2006
  - 3e étape du Tour de Tarragone
  - 5e étape du Tour de León
  - Tour de Salamanque :
    - Classement général
    - 2e étape

  - 2e du Tour de Zamora
  - 2e du Trofeo Santiago en Cos
- 2007
  - 3ea étape du Tour de Castellón
  - 2eb étape de la Vuelta a la Montaña Central de Asturias
  - Trofeo Santiago en Cos
  - 2e étape du Tour de Galice
  - 4e étape de la Copa Iberica
  - Classement général du Tour de Zamora
  - 3e étape du Tour de Salamanque
  - 3e du Grand Prix Macario
- 2008
  - 3e étape du Tour de La Corogne
  - 2e étape du Tour de Tarragone
  - 5e étape du Tour de la Communauté aragonaise
  - 2e de l'Aiztondo Klasica
  - 2e de la Coupe d'Espagne de cyclisme
  - 3e de la Santikutz Klasika
  - 3e du Tour de La Corogne
- 2009
  - 2e étape de la Volta da Ascension
  - Mémorial Juan Manuel Santisteban
  - 5e étape du Circuito Montañés
  - 1re étape du Tour de Ségovie
  - 1re étape du Tour de Zamora
  - Mémorial Avelino Camacho
  - San Bartolomé Saria
  - 1re étape du Tour de Salamanque
  - 2e du Trofeo Ayuntamiento de Zamora
  - 2e de la Lazkaoko Proba
  - 2e de la Subida a Urraki
  - 3e de la Volta da Ascension

## Résultats sur les grands tours

### Tour d'Espagne
- 2010 : 113e

## Classements mondiaux
| Année           | 2006 | 2007 | 2008 | 2009 | 2010 | 2011  |
| --------------- | ---- | ---- | ---- | ---- | ---- | ----- |
| UCI Europe Tour | 968e |      | 792e | 653e |      | 1054e |